# リディアン・ロペス
リディアン・ロペス（Lidiane Lopes、1994年9月1日 - ）は、カーボベルデの短距離走を専門とする陸上競技選手。陸上競技は12歳で開始した。2012年に開催されたロンドンオリンピックに100mで予備予選に出場したが、12秒72で予選進出はかなわなかった。ロペスがロンドンオリンピックに出場したときの年齢は17歳であり、カーボベルデ代表としては史上最年少であった。
2014年に競技力向上を目指してフランスで4か月のトレーニングを行い、2016年リオデジャネイロオリンピック出場を目指した。2015年には世界選手権の100m予選に出場、12秒43をマークしてカーボベルデ新記録を樹立した。目標かなって出場したリオデジャネイロオリンピックでは予備予選に出場、突破はならなかったが、12秒38でカーボベルデ新記録を達成した。